# Guusje van Tilborgh
Guusje van Tilborgh (Kapellen, 14 februari 1952) is een Belgische actrice. 
In 1975 behaalde Van Tilborgh haar diploma aan het Hoger Instituut voor Dramatische Kunsten. In Nederland is ze vooral bekend door haar rol in de comedyserie Oppassen!!!, waarin ze tussen 1991 en 1998 de rol van Nicole van Traa vertolkte. In het theater speelde ze samen met onder anderen Jan Decleir, Willeke van Ammelrooy en Ramses Shaffy. In 1985 speelde ze de Lady in the Red Hat in "A Zed & Two Noughts", een film van Peter Greenaway.

## Filmografie
- De nieuwe Mendoza - Donna Diana (1980)
- Na de liefde - Denise (1983)
- De witte waan - Jasja (1984)
- A Zed & Two Noughts - Caterina Bolnes (1985)
- Parfait amour - Maddy (1985)
- Les cinq dernières minutes - Miss Reyen (1985)
- Oppassen!!! - Nicole Stevens-van Traa-de Rovere (1991-1998)
- Marthe - Marthe (1991)
- Rosa Rosa - Rosa (1992)
- Belle - Fräulein Brautistamm (1993)
- Het verdriet van België - Tante Nora (1994)
- Terug naar Oosterdonk - Jeanne (1997)
- Windkracht 10 - Verkoopster bruidswinkel (1997)
- Wittekerke - Moniek Heersma (1998)
- Recht op recht - Mylène Callewaert (2000)
- Wilhelmina - Gravin Kotzebue (2001)
- Witse - Jetje (2004)
- De kotmadam (2004)
- Keyzer & De Boer Advocaten - Buurvrouw (2006)
- Flikken - Mia Vervecken (2007)
- Dank u, heren: vijf vrouwen over Elsschot - de 5 vrouwen (2007)
- Man zkt vrouw - Olivia (2007)

- International Standard Name Identifier: 0000 0003 7205 1897
- Library of Congress Control Number: no2009051893
- Virtual International Authority File: 86328888
- WorldCat: E39PBJtrWMMpvvqQKDWghjgHYP